# Gare de Torrazza-Piemonte
La gare de Torrazza-Piemonte (en italien, Stazione di Torrazza Piemonte) est une gare ferroviaire italienne de la ligne de Turin à Milan, située sur le territoire de la commune de Torrazza Piemonte, dans la province de Turin en région du Piémont.
Elle est mise en service en 1855. C'est une gare voyageurs, classée bronze, des Rete ferroviaria italiana (RFI), desservie par des trains Trenitalia R.

## Situation ferroviaire
Établie à environ 188 mètres d'altitude, la gare de Torrazza-Piemonte est située au point kilométrique (PK) 33,395 de la ligne de Turin à Milan entre les gares de Castelrosso et de Saluggia.

## Histoire
La station de « Torrazza » est mise en service le 8 avril 1855 par la Società della ferrovia da Torino a Novara, lorsqu'elle ouvre à l'exploitation la section de Verceil à Chivasso de sa ligne de Turin à Novare.
En 1856, la ligne de Turin à Novare est officiellement inaugurée le 20 octobre et exploitée par la Compagnie du chemin de fer Victor-Emmanuel qui a absorbé par fusion la compagnie d'origine.

## Service des voyageurs

### Accueil
Halte voyageurs RFI, classée bronze, un bureau permet l'achat de titres de transport régionaux. Elle est équipée de deux quais, un latéral et un central.
La traversée des voies et l'accès aux quais s'effectuent par un passage souterrain.

### Desserte
Torrazza-Piemonte est desservie par des trains régionaux (R) Trenitalia des relations : Turin-Porta-Nuova - Novare, Chivasso - Novare, Ivrée - Novare.

### Intermodalité
Le stationnement des véhicules est possible à proximité.